# Rivière du Milieu (rivière Launière)
Pour les articles homonymes, voir Rivière du Milieu.
La rivière du Milieu est un affluent de la rivière Launière, coulant dans le territoire non organisé de Lac-Jacques-Cartier, dans la municipalité régionale de comté (MRC) de la La Côte-de-Beaupré, dans la région administrative de la Capitale-Nationale, dans la province de Québec, au Canada.
Ce cours d'eau est situé au centre de la réserve faunique des Laurentides. Cette vallée est accessible indirectement par la route 175 (route Antonio-Talbot). Des routes forestières secondaires desservent le secteur pour les besoins de la foresterie et des activités récréotouristiques, notamment la route forestière R0320 qui passe du côté nord des lacs Maigre et Valois et coupe la rivière du Milieu en amont du lac Maigre.
La foresterie constitue la principale activité économique du secteur ; les activités récréotouristiques, en second.
La surface de la rivière du Milieu (sauf les zones de rapides) est habituellement gelée de la fin novembre au début avril, toutefois la circulation sécuritaire sur la glace se fait généralement de la mi-décembre à la fin mars.

## Géographie
Les principaux bassins versants voisins de la rivière du Milieu sont :
- côté nord : rivière Launière, lac Honorine ;
- côté est : rivière Jacques-Cartier, lac Jacques-Cartier ;
- côté sud : rivière Jacques-Cartier, rivière Launière, rivière Rocheuse ;
- côté ouest : rivière Launière, lac Champlain, rivière Cavée[2].

La rivière du Milieu prend sa source à l’embouchure du lac Beauséjour qui reçoit les eaux des Sirois et Petit lac Sirois ;
- 9,7 km vers le sud dans une vallée encaissée et formant quelques méandres, en traversant sur 0,7 km l’extrémité ouest du lac Maigre (longueur : 1,7 km ; altitude : 756 km) jusqu’au barrage aménagé à son embouchure ;
- 2,6 km vers le sud en recueillant la décharge (venant de l’ouest) des lacs Loyer et du Bout, puis en formant une boucle vers l’est, jusqu’à un coude de rivière, correspondant à la décharge d’un ruisseau (venant du sud-ouest) ;
- 1,4 km vers le sud-est, jusqu’à la décharge (venant de l’est) du lac Roy et du lac Reg ;
- 3,1 km vers le sud-ouest dans une vallée encaissée en fin de segment, jusqu’à son embouchure[2].

La courant de la rivière du Milieu se déverse dans un T de rivière sur la rive est de la rivière Launière.

## Toponyme
Le toponyme rivière du Milieu a été officialisé le 6 juin 1973 à la Banque des noms de lieux de la Commission de toponymie du Québec.